# Black & White (film)
Black & White – indyjski, bollywoodzki thriller z 2008 roku wyreżyserowany przez Subhash Ghai, autora Pardes, Kisna i Rytm. W rolach głównych Anil Kapoor, Anurag Sinha, Shefali Chhaya i Aditi Sharma. Tematem filmu jest próba samobójczego zamachu w Święto Niepodległości Indii. Akcja filmu dzieje się w Delhi, m.in. w pobliżu Czerwonego Fortu.

## Obsada
- Anil Kapoor – Rajan Mathur
- Anurag Sinha – Numair Qazi
- Shefali Chhaya – Roma Mathur
- Aditi Sharma – Shagufta
- Sukhwinder Singh – gościnnie
- Sai Tamhankar – Nimmo
- Arun Bakshi – Naeem Shaikh

## Muzyka
Muzykę do filmu skomponował Sukhwinder Singh, autor muzyki do takich filmów jak Biwi No.1, Bombay to Bangkok, Sandwich, Wstań i walcz.
| Tytuł             | Autor                            |      | Uwagi                                                              |
| ----------------- | -------------------------------- | ---- | ------------------------------------------------------------------ |
| Haq Allah         | Sukhwinder Singh & Hans Raj Hans | 5:33 | na ekranie Anurag Sinha                                            |
| Peer Manava       | Sukhwinder Singh & Sharda Pandit | 4:16 | na ekranie Anil Kapoor, Shefali Chhaya, Anurag Sinha, Aditi Sharma |
| Yeh Hindustan hai | Udit Narayan                     | 5:02 |                                                                    |
| Main Chala        | Sukhwinder Singh                 | 5:43 | na ekranie Anurag Sinha                                            |
| Jogi Aaya         | Sukhwinder Singh & Sadhna Sargam | 4:49 | na ekranie Anurag Sinha & Aditi Sharma                             |